# ۱۶۹۴ (میلادی)
۱۶۹۴ (میلادی) هزار و ششصد و نود و چهارمین سال تقویم میلادی است.

## زادگان
- ۲۱ نوامبر – ولتر، فیلسوف و نویسنده فرانسوی عصر روشنگری (د. ۱۷۷۸)
- ۴ ژوئن – فرانسوا کنه، اقتصاددان و فیلسوف فرانسوی (د. ۱۷۷۴)

## درگذشتگان
- - ۲۸ دسامبر - ماری دوم، شهبانوی انگلستان، اسکاتلند و ایرلند (ت. ۱۶۶۲)
- ۲۸ نوامبر – ماتسوئو باشو، شاعر و نویسنده ژاپنی (ز. ۱۶۴۴)
- ۲۹ نوامبر – مارچلو مالپیگی، زیست‌شناس ایتالیایی (ز. ۱۶۲۸)
- ۲ دسامبر – پیر پوژه، معمار، نقاش، و مجسمه‌ساز فرانسوی (ز. ۱۶۲۲)